# 다운동
다운동(茶雲洞)은 울산광역시 중구의 행정동, 법정동이다. 울산의 중심부인 중구의 서쪽에 위치하고 있으며, 배산임수의 지형으로 명정천, 척과천, 그리고 태화강과 접하면서 친수공간이 많고 대단위 주거지역으로 조성되면서 공원 및 체육시설이 골고루 산재하고 있으며, 도심권 접근이 쉽다.

## 역사
다운동은 조선 정조 때는 ‘다전’(茶田)이라 하였다. 다전이라고 하는 마을 이름은 차나무를 심었던 밭이었다는데서 유래된 것이다. 차는 신라 선덕여왕 때부터 알려져 마시는 풍습이 생겼다가 828년 흥덕왕 3년 12월에 사신으로 갔던 김대렴이 당나라에서 돌아오면서 종자를 가지고 와서 왕이 지리산에 심게 한 것이 우리나라 차의 시초이다. 세종실록지리지에 울산군은 토공품으로 작설차를 바쳤다 하였으며 동국여지승람도 토산의 하나로 우불산의 차를 들었다. 이러한 문헌상의 기록으로 보아 다전의 차 생산도 그 기원은 오래되었을 것이다. 지금도 기숙 등에는 차나무가 자생하고 있음을 볼 수 있다. 1894년 고종 31년에 다전과 운곡(雲谷)의 양동으로 갈라져 있었는데, 일제시대인 1914년의 행정구역개편 때 다전과 운곡의 두 동과 지금은 서사리(西沙里)에 속해 있었던 신안동(新安洞)의 일부를 합하여 이를 다운리(茶雲里)라 하였다.다운동 역사 보관됨 2005-02-07 - 웨이백 머신, 2012년 7월 20일 확인

## 다운동 지명유래
다운동(茶雲洞)은 정조 때는 다전(茶田)이라 하였으나 고종 31년(1894)에 다전과 운곡(雲谷)의 양동으로 갈라져 있었는데 1914년의 행정구역개편 때 다전과 운곡의 두 동과 지금은 서사리(西沙里)에 속해 있었던 신안동(新安洞)의 일부를 합하여 이를 다운리(茶雲里)라 하였다.

## 학교
- 명정초등학교
- 다운초등학교
- 다전초등학교
- 다운중학교
- 학성여자중학교
- 제일중학교
- 다운고등학교
- 울산중앙고등학교

## 아파트
| 단지명                     | 건설사              | 시행사       | 주소 | 입주              | 비고 |
| -------------------------- | ------------------- | ------------ | ---- | ----------------- | ---- |
| 다운 2지구 우미린 어반파크 | 우미건설            | 우미건설     |      | 2027년 7월 (예정) |      |
| 다운 큰마을 동아           | 동아건설산업        | 동아건설산업 |      | 2002년 3월        |      |
| 다운 삼성                  | 삼성물산㈜ 건설부문 | ㈜수성건설   |      | 1997년 12월       |      |
| 다운 현대                  | 현대산업개발        | 현대산업개발 |      | 1999년 9월        |      |